# Heike Kleffner

Portrait Heike Kleffner an der Oberbaumbrücke Berlin

Heike Kleffner (* 1966) ist eine deutsche Journalistin und Autorin.

## Werdegang
Kleffner schreibt als freie Journalistin über rechte Gewalt, Neonazis und die Situation von Geflüchteten unter anderem für die taz, Zeit Online, den Tagesspiegel, Jungle World, Blätter für deutsche und internationale Politik und die Frankfurter Rundschau. Zusammen mit Frank Jansen, Johannes Radke, Toralf Staud und Anderen erstellte sie zuerst für den Tagesspiegel, später auch für die Frankfurter Rundschau und Die Zeit, die Dokumentationen über Todesopfer rechtsextremer Gewalt in der Bundesrepublik Deutschland.
Von 2004 bis 2009 leitete sie die Mobile Beratung für Opfer rechter Gewalt in Sachsen-Anhalt. Bis 2013 war sie Referentin der Fraktion Die Linke im Bundestag im NSU-Untersuchungsausschuss.
Sie ist Mitherausgeberin des jährlichen Report Recht gegen Rechts (S. Fischer Verlag) mit Nele Austermann, Andreas Fischer-Lescano, Kati Lang, Maximilian Pichl, Ronen Steinke, Tore Vetter.
Sie ist Geschäftsführerin des Verbands der Beratungsstellen für Betroffene rechter, rassistischer und antisemitischer Gewalt.

## Rezensionen

### Unter Sachsen
Das im März 2017 mit Texten von Kleffner und Mit-Herausgeber Matthias Meisner sowie rund vierzig weiteren Autoren wie beispielsweise Toralf Staud, Robert Feustel, Olaf Sundermeyer, Sebastian Leber, Dirk Laabs, Arndt Ginzel, Imran Ayata, Jaroslav Rudiš, Anna Kaleri und Michael Bittner publizierte Buch „Unter Sachsen“ „entzweite“ gemäß der F.A.Z. „den Freistaat – und zeigte, wie Sachsen mit Kritikern umgeht.“ Eine Vorstellung des Buchs beim Literaturfest Meißen mit Podiumsdiskussion im Rathaus wollte die Stadt nicht zulassen. In Berlin verweigerte die sächsische Landesvertretung die Bereitstellung eines Raums für eine Lesung, woraufhin diese in der thüringischen Landesvertretung stattfand.
Wer „genau hinsehen“ und nicht nur über geifernde Pegida-Demonstranten und sächsische Verhältnisse schimpfen wolle, solle dieses Buch lesen, fand Johanna Roth (taz), denn es blicke aus verschiedenen Perspektiven auf die Situation in Sachsen. Kleffner und Meisner würden nicht belehren wollen, sondern erzählen und zeigen, und „dass es einmal so kenntnisreich und vor allem in facettenreicher Schilderung aufgeschrieben wurde“, sei wichtig. Nicht nur diejenigen würden interessieren, die dort jeden Montag „Merkel muss weg“ riefen, sondern auch die anderen, für die sich durch die Pegida und ihre Randerscheinungen einiges in ihrem Land und Leben geändert habe.
Kleffners und Meisners Buch erzähle, lasse „alles wieder aufleben“, gehe „schmerzhaft nah ran“, zeichne „detailliert die lange Jahre anhaltende politische Verharmlosung rechter Gewalt nach“ und male „ein großes Sachsen-Bild“ rezensierte Bernhard Honnigfort (Frankfurter Rundschau). Als Schwäche sah er in der Sammlung der „Reportagen, Berichte [und] Geschichten unterschiedlicher Qualität“ der „mehr als 40 Autoren“ die „spürbare Wut mancher Autoren“. Die Beiträge von Heinz Eggert und Frank Richter hätten „das Buch nicht besser oder interessanter, nur dicker“ gemacht. Irritierend fand er den vernichtenden Beitrag über Uwe Steimle, der „mit großem Hammer und unangenehm genüsslich in den Boden gehauen“ worden sei.
„Eindeutig und ohne Ironie“ hielt Cornelius Pollmer (Süddeutsche Zeitung) die von Kleffner und Meisner zusammengestellte Analyse der „Lage im Freistaat zwischen Pegida, Anti-Flüchtlingsparolen und Rechtsextremismus“ für „ziemlich gut geworden“. Mängel wie Wiederholungen, Einseitigkeit und mangelnder Recherche empfand Pollmer als „aushaltbar“ angesichts der ansonsten deutlichen Darlegung, dass in 25 Jahren CDU-Regierung „rechte Gesinnung und Gewalt“ konsequent verharmlost wurden, rechtsfreie Gebiete entstanden und – wie Pollmer Martin Dulig zitiert – Sachsen zum „demokratiepolitischen Entwicklungsland“ wurde.

### Generation Hoyerswerda
Die überproportional vielen rechtsextremistischen Straftäter in Ostdeutschland und das damit höherem Opfer-Risiko für die dort unterdurchschnittliche Anzahl von Menschen mit Migrationshintergrund macht für Harald Bergsdorf eine Analyse des Rechtsextremismus für umso wichtiger. Der Sammelband von Kleffner und Spangenberg konzentriere sich auf den Rechtsextremismus in Brandenburg seit den Ausschreitungen in Hoyerswerda und beschreibe detailliert aus sozialwissenschaftlicher wie zivilgesellschaftlicher Perspektive die Handlungen und Netzwerke von Neonazis. „Mit viel Empathie für (potentielle) Gewaltopfer“ leiste „der Band einerseits einen wichtigen Beitrag, das hohe Aggressions- und Eskalationspotential neonationalsozialistischer Gruppierungen in Brandenburg zu verdeutlichen“ und könne damit nicht zuletzt Bürgerengagement fördern. Als Mangel empfand Bergsdorf, dass die Beiträge eher oberflächlich bleiben würden, anstatt tiefere Ursachenforschung zu betreiben, etwa über die weite Verbreitung des Rechtsextremismus in Ostdeutschland oder die Instrumentalisierung des Asylthemas durch Rechtsextreme.

### Report Recht gegen Rechts
Der erstmals im Jahr 2020 im Fischer Verlag erschienene Report Recht gegen Rechts wird von Nele Austermann, Andreas Fischer-Lescano, Heike Kleffner, Kati Lang, Maximilian Pichl, Ronen Steinke und Tore Vetter als Sammelband herausgegeben. „Es ist ja dringend notwendig, sich die Frage nach dem rechtsstaatlichen Handlungswillen der Justiz zu stellen, wenn wie im Zusammenhang der rechtsradikalen Gewalt in Chemnitz im Sommer 2018 die Bilanz strafrechtlicher Bearbeitung mager ausfällt,“ schreibt die Schriftstellerin und Publizistin Esther Dischereit in einer Rezension für Deutschlandfunk Kultur im November 2020 und resümiert: „‚Recht gegen Rechts‘ versammelt eine Sammlung wichtiger Entscheidungen. (…) Hier werden Beiträge versammelt, die sich an die kritische Öffentlichkeit wenden, um Rechtspositionen gegen Rechts bekanntzumachen. ‚Das Versagen des Flüchtlingsschutzes in der Coronakrise‘ und die ‚Kriminalisierung der Zivilgesellschaft‘ – Flüchtlingshilfe unter Druck – sind bestürzende und besonders beschämende Beispiele von Diskriminierung und der Verwehrung von Schutzmaßnahmen.“ Für den rechtspolitischen Korrespondenten der taz, Christian Rath, der Sammelband „zugleich Chronik wie auch Instrument im Kampf um den Rechtsstaat“, der so in die Pflicht genommen werden soll, konsequenter gegen Rechtsradikale vorzugehen.

## Bücher
- mit Franziska Bruder: Die Erinnerung darf nicht sterben …: Barbara Reimann – eine Biografie aus acht Jahrzehnten Deutschland. Unrast Münster 2000, ISBN 978-3-89771-802-9.
- mit Anna Spangenberg: Generation Hoyerswerda: das Netzwerk militanter Neonazis in Brandenburg. be.bra Verlag Berlin Brandenburg 2016, ISBN 978-3-89809-127-5.
- mit Matthias Meisner: Unter Sachsen: zwischen Wut und Willkommen. Ch. Links Verlag Berlin März 2017, ISBN 978-3-86153-937-7, (eingeschränkte Vorschau).
- mit Matthias Meisner: Extreme Sicherheit: Rechtsradikale in Polizei, Verfassungsschutz, Bundeswehr und Justiz. Herder Freiburg Basel Wien 2019, ISBN 978-3-451-38561-2.
- mit Benjamin-Immanuel Hoff, Maximilian Pichl, Martina Renner: Rückhaltlose Aufklärung? NSU, NSA, BND – Geheimdienste und Untersuchungsausschüsse zwischen Staatsversagen und Staatswohl. VSA-Verlag Hamburg 2019, ISBN 978-3-89965-791-3.
- mit Matthias Meisner (Hrsg.): Fehlender Mindestabstand. Die Coronakrise und die Netzwerke der Demokratiefeinde. Herder, Freiburg im Breisgau 2021, ISBN 978-3-451-39037-1 (mit Literatur und Personenregister).
- mit Matthias Meisner (Hrsg.): Staatsgewalt. Wie rechtsradikale Netzwerke die Sicherheitsbehörden unterwandern. Verlag Herder, Freiburg im Breisgau 2023, ISBN 978-3-451-39596-3. (Link: https://www.herder.de/geschichte-politik/shop/p4/82179-staatsgewalt-klappenbroschur/)
- mit  Nele Austermann, Andreas Fischer-Lescano, Kati Lang, Maximilian Pichl, Ronen Steinke, Tore Vetter (Hg.) Report Recht gegen Rechts. S. Fischer Verlag. Frankfurt a. M. 2020, ISBN 978-3-596-00250-4 https://www.fischerverlage.de/buch/recht-gegen-rechts-9783103977080